# Hot-spare
La funzionalità hot-spare è caratteristica dei sistemi RAID e consiste nella disponibilità di dischi di ricambio conosciuti dal sistema.
Nel caso uno dei dischi dell'array si dovesse rendere inutilizzabile, il sottosistema RAID provvederà a proteggere i dati mediante il proprio algoritmo di fault-tolerance, mentre potrà abilitare il disco hot-spare al posto di quello guasto, ripristinando immediatamente le caratteristiche originali, in particolare la velocità e l'affidabilità.
A differenza di un disco di parità aggiuntivo il quale viene costantemente scritto dal sistema RAID, il disco hot-spare viene lasciato dormiente fino al momento di un guasto degli altri dischi.
Se da una parte può sembrare una sicurezza aggiuntiva dall'altra aumenta il rischi di rottura del secondo HD durante la ricostruzione del disco rotto (che dalle statistiche non è un evento così remoto). Questo perché la ricostruzione è un processo che impegna i dischi funzionanti al massimo per un lungo periodo. 
Questo disco non aumenta l'affidabilità immediata del RAID bensì permette a chi farà la manutenzione di attendere più tempo in sicurezza che la ricostruzione venga completata senza che un altro disco vada in errore.